# زینب گونای تان
زینب گونای تان (انگلیسی: Zeynep Günay Tan؛ زادهٔ ۱۹۷۵) کارگردان فیلم اهل ترکیه است. وی از سال ۲۰۰۵ میلادی تاکنون مشغول فعالیت بوده‌است.